# 孔维 (宋朝)
孔维（928年—991年），字为则，北宋开封雍丘（今河南杞县）人。
宋太祖乾德四年（966年），孔维“九经”及第，官至滁州军事推官。宋太宗即位后，太平兴国年间，转任《礼记》博士。雍熙年间，拜国子祭酒。奏请祭酒郎中，愿依循前例。淳化初年，兼工部侍郎，以经术被皇帝所知。曾受诏与学官校订《五经疏义》，刻板刊印。事未完毕，患病不起。他躁进而贪，私用印书钱三十万，病中为人揭发，于是以家财偿还，病重而卒。临终前以《五经疏义》未成为恨。